# Ilie Alexandru
Ilie Alexandru (n. 20 august 1952, Slobozia – d. 15 octombrie 2010, București) a fost un om de afaceri român.
Unul dintre primii miliardari de carton de după Revoluție, a devenit cunoscut după ce a construit la Slobozia o replică a Turnului Eiffel de la Paris și o replică a vilei familiei Ewing⁠(d) din serialul de televiziune „Dallas”. A fost supranumit J.R. Ewing de România.
A început afacerile imediat după Revoluție, făcând comerț, în propria sa consignație, cu produse aduse din Turcia, Grecia și Ungaria. Ilie Alexandru a investit primul milion de dolari obținut din aceste afaceri în ceea ce avea să devină Imperiul Hermes. Au urmat investiții în mezeluri, televizoare, hoteluri, totul culminând cu un sat de vacanță, în care miliardarul a „așezat”, printre altele, o grădină zoologică, un teatru de vară, o copie după celebra fermă Southfork din serialul „Dallas”, dar și o replică în miniatură a turnului Eiffel.
Între 1994 – 1997, la Hermes veneau, în fiecare sezon estival, peste 10.000 de turiști din întreaga țară.
În anul 1997 a fost arestat pentru înșelăciune. La acea dată avea o avere de 80 de milioane de dolari. După doi ani avea să fie eliberat. În anul 2000, el a fost condamnat din nou la 12 ani de închisoare pentru înșelăciune și evaziune fiscală, după ce a încasat de la un cetățean german 22,5 miliarde de lei vechi pentru 5.000 de tone de rapiță, pe care nu le-a mai livrat. În 2009, Ilie Alexandru a fost eliberat, pentru bună purtare.
După condamnare, firmele i-au intrat în lichidare, iar marele parc Hermes, construit după celebra fermă Southfork din serialul Dallas, a rămas în grija băncilor. Ilie Alexandru a deținut și o mică fabrică de televizoare, marca Hermes. Copia Turnului Eiffel are o înălțime de 50 de metri, fiind de cinci ori mai mică decât originalul.
S-a stins din viață la data de 15 octombrie 2010, în urma unui accident vascular, la vârsta de 58 de ani.